# 奥村志宇
奥村　志宇（おくむら しう、宝暦11年（1761年） - 天保5年3月12日（1834年4月20日））は、江戸時代の女流俳人で子女の教育にも尽くした。近江国大津の生まれ。

## 生涯
宝暦11年（1761年）、若狭国小浜藩大津蔵詰め藩士関潭可竜の娘として生まれる。幼少時より俳句の道に秀で13歳で「すてかぬる 慾の一つや 杜宇」の一首を詠み人々を驚かしたと伝えられ、久村曉台に師事した。
三雲村平松（現滋賀県湖南市）代官奥村俊治（または徳純）に嫁ぎ、夫俊治も文芸を好み亜渓と号した。夫婦仲はよく二女一男をもうけるが皆早世で、夫の弟直忠を養子としたが養嗣子夫妻も先に亡くなった。亜渓・志宇夫妻は自宅を美松亭と称し風流韻事を楽しみ、客を厚遇したことから来客は絶え間なく、自ら美松亭亜渓・美松亭志宇女と称した。志宇60歳の時に夫を亡くし、以降は良家の子女を多数預かり婦徳女芸を教えた。
享和元年（1801年）より文政12年（1829年）までのおよそ30年間に亜渓志宇夫妻に交友があった人たちの詩歌・俳句をおよそ120余りを集めた「千歳集」を編み、交友の広さと、詩作を通じての志宇の高潔で優しい人柄を今に伝えている。
（旧暦）天保5年3月12日（1834年4月20日）に亡くなり、奥村家菩提寺西照寺に葬られた。

## エピソード
雨乞い
文化年中に激しい旱魃があり、近隣の農家より雨乞いの詩を嘆願され「豊秋津 瑞穂の国の 今日なれば 神も田毎に 雨くだしませ」と詠んだところ、九十数日振りに雨が降ったとの逸話が残されている。志宇と農民との身分が越えた繋がりと信頼関係を垣間見ることが出来る逸話である。
キセの思い出
幼児志宇に教えを受けたキセの追懐談が伝えられている。それによれば「志宇様は既に未亡人になられ皆から後後室様と呼ばれていた。人品の高いおばあさまであって、冬は袖なしでんちを着、暇な時は糸繰車で糸延べをしておいでた。毎日お客が来て、幾冊も俳句の評選を請うので忙しそうであった。大抵は言葉もわからぬ遠国の人で、一泊から三泊もしておった」とのことで、老いて盛んな様子を伺うことができる。